# جلاء العيون
جلاء العيون كتاب باللغة الفارسية ذكر فيه تاريخ حياة المعصومين الأربعة عشرة عند الشيعة، من تأليف العلامة محمد باقر المجلسي المتوفي سنة 1110 هـ، وكتب في أربعة عشر بابا وكل باب يشتمل على عدة فصول، وبالنظر إلى طريقة كتابته، فهو يُعد كتابا عقائديا وكلاميا.

## المؤلف
أَبُوعَبْدِ الله مُحَمَّد بَاقِر بِن مُحَمَّد تَقِي بِن مَقْصُودْ عَلِي المَجْلِسِي الأَصْفَهَانِي (3 رمضان 1037 هـ - 27 رمضان 1111 هـ) / (1627 م - 1 سبتمبر 1699)، رجل دين وفقيهٌ ومرجع ومُحدِّث شيعي إمامي إثنا عشري ، لُقب بعدة ألقاب منها "العلامة المجلسي" ، و "المجلسي الثاني" يعود أصله إلى أحمد بن عبد الله المعروف بالحافظ أبو نعيم (336 هـ - 430 هـ) صاحب الكتاب المشهور المسمى حلية الاولياء في طبقات الاصفياء، ولد المحدث المجلسي في شهر رمضان يوم ثلاثة سنة 1037 هـ في مدينة أصفهان في عصر الدولة الصفوية ، تربى على يده والده محمد تقي المجلسي وكان يعيش خلف مسجد الجامع بأصفهان، وتتلمذ على يد كبار علماء الشيعة في عصره من أمثال الحر العاملي والفيض الكاشاني وعلي خان المدني ومحمد صالح المازندراني وغيرهم.
له مصنّفات كثيرة أبرزها كتاب "بحار الأنوار الجامع لدرر أخبار الإئمة الأطهار" الذي يعد من أكبر كتب الحديث عند الشيعة، عاش المجلسي في عصر الدولة الصفوية، وكان والده محمّد تقي المجلسيّ من مفاخر علماء الشّيعة فيها إنذاك، وكان للمجلسي منزلة ونفوذ في البلاط الصفوي، حيث تصدّى لمنصب شيخ الإسلام في أواخر حكم الشاه سليمان وأوائل عهد الشاه سلطان حسين الصفويين، وهو أعلى منصب ديني في تلك الأيّام، تتلمذ على يده كثير من علماء الشيعة كنعمة الله الجزائري وعبد الله الأفندي الأصفهاني ومحمد المشهدي وغيرهم، توفي في السابع والعشرين من شهر رمضان 1111 هـ، وكان عمره 73 عامًا.

## سبب التسمية
يذكر العلامة المجلسي في هذا الكتاب المصائب التي وردت على أهل البيت وأجر البكاء عليهم والتأكيد على قضية استشهادهم. كما ذكر: سميّت الكتاب ب«جلاء العيون» لأنّ البكاء في مصائب أئمة الدين، تضيء عيون المؤمنين الظاهرة والباطنة

## دواعي التأليف
يذكر المجلسي في مقدمة كتابه: بحثت في بحار الأنوار بصورة تفصيلية حول حياة المعصومين الأربعة عشر كذلك كتبت باختصار في كتاب حياة القلوب حولهم؛ لكن الكتاب الأول لم يكن مفيدا للعموم والكتاب الثاني لم يكن في متناول أيدي الكل. رغم كثرة المهن ألفت كتابًا جديدًا في موضوع سيرة المعصومين الأربعة عشر باللغة الفارسية والكتاب منحصر في بيان ولادة واستشهاد النبي  والأئمة. وهذا هو السبب في أن أدون الكتاب في أربعة عشرة بابًا وكل باب بين فصلين وعدة فصول في بيان ولادتهم واستشهادهم وبيان الظلم الذي قام به أعدائهم ضدهم؛ غير باب الحسين الذي يشتمل علي 23 فصلا.

## طريقة الكتابة
ذكر العلامة مصادره مع حذف سلسلة الأسناد واستخرج المحقق كتابهم وأثبته في الهامش. وأكد في مقدمة كتابه أن الفرق بين هذا الأثر وسائر آثاره أنه يذكر الأحاديث المعتبرة وعن كتب الإمامية فقط.

## مضمون الكتاب
المقدمة: أجر البكاء على المصائب الواردة عليهم
الباب الأول: في بيان ولادة أبو القاسم محمد مصطفى  ووفاته وبيان بعض أحواله الكريمة ومناقبه. و الباب يشتمل على ستة فصول:
- الفصل الأول: اسم الرسول  و نسبه

- الفصل الثاني: ابتداء نور رسول الله

- الفصل الثالث: الولادة السعيدة له

- الفصل الرابع: الوصايا المنسوبة إليه

- الفصل الخامس: وفاة سيدنا الرسول

- الفصل السادس: الغرائب التي شوهدت بعد دفنه

الباب الثاني: في بيان تاريخ الولادة السعيدة للسيدة فاطمة الزهراء (سلام الله عليها) و وفاتها وذكر بعض أحوالها الكريمة ومناقبها، والباب يشتمل على ثمانية فصول:
- الفصل الأول: ولادة السيدة فاطمة (س)
- الفصل الثاني: فضائل السيدة فاطمة (س)
- الفصل الثالث: فضائل ومناقب و معجزات السيدة فاطمة (س)
- الفصل الرابع: في سيرة السيدة فاطمة (س) و مكارمها الأخلاقية
- الفصل الخامس: في زواج أميرالمؤمنين والسيدة زهراء (س)
- الفصل السادس: في معاشرة أمير المومنين (ع) و فاطمة (س)
- الفصل السابع: في قضية استشهادها والظلم الذي جرى عليها
- الفصل الثامن: في تظلم السيدة فاطمة (س)

الباب الثالث: في بيان تاريخ ولادة علي بن ابي طالب واستشهاده  و هذا الباب يشتمل على خمسة فصول:
- الفصل الأول: في ولادة الإمام علي
- الفصل الثاني: في أخبار استشهاد أمير المؤمنين
- الفصل الثالث: في كيفية استشهاد أمير المؤمنين
- الفصل الرابع: في كيفية كفن أمير المؤمنين  و غسله ودفنه
- الفصل الخامس: في أحوال قاتل أمير المؤمنين
- الفصل السادس: الغرائب التي شوهدت بعد دفنه

الباب الرابع: في بيان تاريخ ولادة الإمام الحسن المجتبى  واستشهاده، هذا الباب يشتمل على ستة فصول:
- الفصل الأول: ولادة الإمام الحسن  واسمه ولقبه

- الفصل الثاني: فضائل الإمام الحسن

- الفصل الثالث: في مكارم أخلاق الإمام الحسن

- الفصل الرابع: في معجزات الإمام الحسن

- الفصل الخامس: في الأحوال بعد شهادة الإمام الحسن (ع) وعلّة صلح الإمام
- الفصل السادس: في كيفية شهادت الإمام الحسن

الباب الخامس: في بيان تاريخ ولادة سيد الشهداء وخامس أهل الكساء، أبا عبد الله الحسين  و قضية استشهاده وبعض أحواله ومناقبه و معجزاته، وهذا الباب يشتمل علي 23 فصلا كما يلي:
- الفصل الأول: ولادة الإمام الحسين  و اسمه ولقبه
- الفصل الثاني: فضائل الإمام الحسين ومناقبه
- الفصل الثالث: في مكارم أخلاق الإمام الحسين الأخلاقية
- الفصل الرابع: في النص علي إمامته ومعجزاته
- الفصل الخامس: في بيان الأجر للبكاء علي المصائب الواردة علي الإمام الحسين
- الفصل السادس: في ذكر المصائب الواردة علي الإمام الحسين
- الفصل السابع: في الوقائع الحادثة بعد استشهاده

الباب السادس: في بيان ولادة الإمام الرابع علي بن الحسين زين العابدين  و استشهاده ويشتمل على ثلاثة فصول:
- الفصل الأول: ولادة الإمام السجاد  و استشهاده

- الفصل الثاني: الشدائد والأحزان التي نزلت على الإمام السجاد

- الفصل الثالث: الظلم الذي جرى ضد شيعة الإمام

الباب السابع: في بيان تاريخ ولادة الإمام الخامس أبي جعفر محمد بن علي باقر علوم الأولين والآخرين  و تاريخ وفاته، والباب يشتمل على فصلين:
- الفصل الأول: أحوال الإمام الباقر

- الفصل الثاني: الأحداث التي جرت بين الإمام  و مخالفيه

الباب الثامن: في بيان تاريخ ولادة الإمام السادس أبو عبد الله جعفر بن محمد الصادق  و وفاته وبعض حالاته، فهذا الباب يشتمل على أربعة فصول:
- الفصل الأول: أحوال الإمام جعفر الصادق

- الفصل الثاني: الظلم الذي فرض عليه من قبل الحكام الجائرين

- الفصل الثالث: في تاريخ استشهاد الإمام

- الفصل الرابع: في الظلم الذي جرى ضد شيعة الإمام

الباب التاسع: في بيان تاريخ أحوال الإمام السابع أبي الحسن موسى بن جعفر، هذا الباب يشتمل على ثلاثة فصول:
- الفصل الأول: حالات الإمام موسي الكاظم

- الفصل الثاني: تاريخ استشهاد الإمام

- الفصل الثالث: في بيان الظلم الذي جرى ضد الإمام  و أقربائه وشيعته

الباب العاشر: في بيان تاريخ أحوال الإمام الثامن أبو الحسن علي بن موسى الرضا، والباب يشتمل على فصلين:
- الفصل الأول: أحوال الإمام الرضا

- الفصل الثاني: إخبار أجداده الطاهرين (عليهم السلام) عن قضية استشهاد الإمام

الباب الحادي عشر: في بيان تاريخ ولادة الإمام التاسع أبي جعفر محمد بن علي الجواد ووفاته و بيان اسمه ولقبه و كيفياته. و هذا الباب يشتمل على فصلين:
- الفصل الأول: أحوال الإمام محمد التقي

- الفصل الثاني: استشهاد الإمام  و بعض أحواله

الباب الثاني عشر: في بيان تاريخ ولادة الإمام علي بن محمد النقي  هذا الباب يشتمل على فصل واحد:
- الفصل الأول: أحوال الإمام علي النقي  و اسمه ولقبه

الباب الثالث عشرة: في بيان تاريخ ولادة الإمام الحسن العسكري  و اسمه ولقبه. هذا الباب يشتمل على فصلين:
- الفصل الأول: أحوال الإمام الحسن العسكري  و اسمه ولقبه

- الفصل الثاني: تاريخ استشهاد الإمام العسكري

الباب الرابع عشرة: في بيان تاريخ ولادة الإمام المهدي حجة بن الحسن .
- الفصل الأول: ولادة الإمام المهدي

## ترجمة الكتاب
جلاء العيون. في سير المعصومين الأربعة عشر، وتعريبه لسيد عبد الله شبَّر بعنوان «‌منتخب جلاء العيون‌» وترجمه محمد باقر الهندي للأردويَّة هناك ترجمة أخرى باللغة الأردويَّة باسم «‌الدمع الهتون‌». 

## تلخيص الكتاب
كتاب «‌مختصر جلاء العيون‌» كتب بيد آغا علي أكبر ابن بنت العلامة المجلسي وهو تلخيص لكتاب جلاء العيون.

## الطبعة
طبع الكتاب في إيران عدة مرات وطبع أيضًا في النجف والهند.